# Kreis Kirchhain
| Basisdaten         | Basisdaten          |
| ------------------ | ------------------- |
| Preußische Provinz | Hessen-Nassau       |
| Regierungsbezirk   | Kassel              |
| Kreisstadt         | Kirchhain           |
| Bestandszeitraum   | 1821–1932           |
| Fläche             | 329,8 km²           |
| Einwohner          | 23.931 (1925)       |
| Bevölkerungsdichte | 73 Einw./km² (1925) |
| Gemeinden          | 38 (1932)           |
|                    |                     |

Der Kreis Kirchhain war seit 1821 ein kurhessischer und später bis 1932 ein preußischer Landkreis in Mittelhessen.

## Geschichte
Der Kreis Kirchhain wurde am 30. August 1821 aus den Ämtern Amöneburg, Kirchhain, Neustadt und Rauschenberg gebildet und gehörte zur kurhessischen Provinz Oberhessen, auch Oberkurhessen, Sitz der Verwaltung war Kirchhain. Nach der Annexion Kurhessens durch Preußen blieb der Kreis bestehen und gehörte dann zum Regierungsbezirk Kassel der Provinz Hessen-Nassau.
Die Gemeinde Schröck schied 1886 aus dem Kreis Kirchhain aus und wechselte in den Kreis Marburg. Im Zuge einer „kleinen Verwaltungsreform“ wurde der Kreis Kirchhain zum 1. Oktober 1932 in den Landkreis Marburg eingegliedert.

## Einwohnerentwicklung
| Jahr | Einwohner |
| ---- | --------- |
| 1871 | 22.214    |
| 1900 | 21.547    |
| 1910 | 22.870    |
| 1925 | 23.931    |

## Gemeinden
Der Kreis Kirchhain bestand von 1821 bis 1932 aus den folgenden Gemeinden, nachfolgend geordnet nach heutigen Zugehörigkeiten:
- (heutige Stadt Amöneburg)
  - Amöneburg, Erfurtshausen, Mardorf, Roßdorf, Rüdigheim (→ alle Ortsteile)
- (heutige Gemeinde Antrifttal)
  - Gericht Katzenberg mit Ohmes, Ruhlkirchen, Seibelsdorf, Vockenrod (→ alle Ortsteile außer Bernsburg) (bis 1866)
- (heutige Gemeinde Ebsdorfergrund)
  - Rauischholzhausen
- (heutige Stadt Gemünden (Wohra))
  - Schiffelbach
- (heutige Stadt Kirchhain)
  - Anzefahr, Burgholz, Emsdorf, Großseelheim, Himmelsberg, Kirchhain, Kleinseelheim, Langenstein, Niederwald, Schönbach, Sindersfeld, Stausebach (→ alle Ortsteile außer Betziesdorf)
- (heutige Stadt Marburg)
  - Schröck (bis 1886 im Kreis Kirchhain, dann bis 1974 Kreis Marburg)
- (heutige Stadt Neustadt)
  - Momberg, Neustadt, Speckswinkel (→ alle Ortsteile außer Mengsberg)
- (heutige Stadt Rauschenberg)
  - Albshausen, Ernsthausen, Josbach, Rauschenberg, Schwabendorf, Wolfskaute (→ alle Ortsteile außer Bracht)
- (heutige Stadt Stadtallendorf)
  - Allendorf, Niederklein, Schweinsberg (an der Ohm), Erksdorf, Hatzbach, Wolferode (→ alle Ortsteile)
- (heutige Gemeinde Wohratal)
  - Wohra, Halsdorf, Hertingshausen, Langendorf (→ alle Ortsteile)

Bis zu ihrer teilweisen Auflösung im Jahre 1928 bestanden im Kreis Kirchhain außerdem die vier Gutsbezirke Oberförsterei Bracht, Holzhausen, Oberförsterei Mengsberg und Oberförsterei Neustadt.

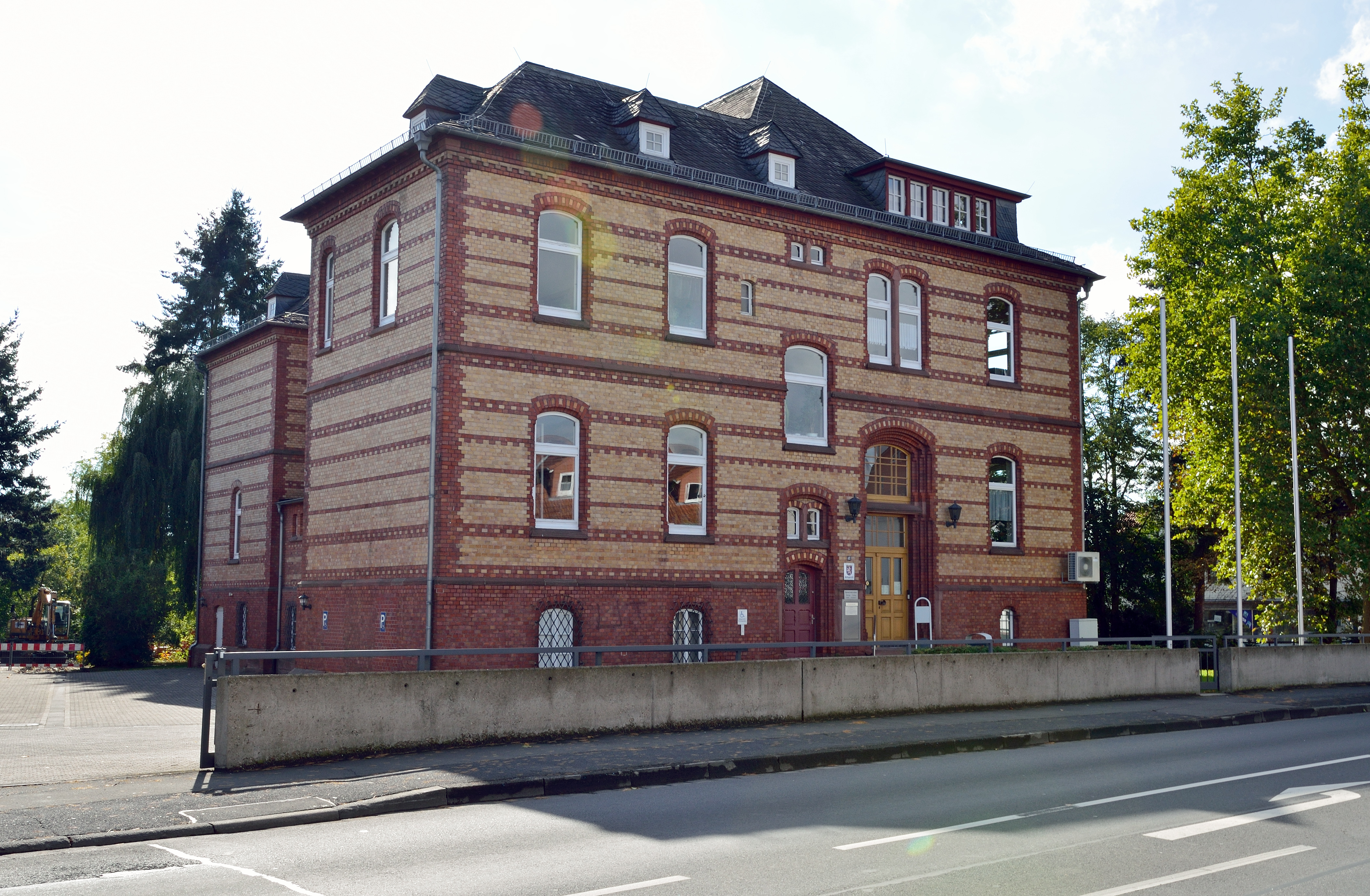
Landratsamt ab 1890

## Landratsamtsgebäude
1890 wurde das neue Landratsamtsgebäude in der Niederrheinischen Straße 32 in Kirchhain erbaut. Nach der Auflösung des Kreises wurde das Gebäude vom Amtsgericht Kirchhain genutzt.

## Landräte
- 1823–1825: Karl Friedrich Giesler[7]
- 1826:–9999 August Ferdinand Fenner von Fenneberg[7]
- 1827–1831: Elard Biskamp[7]
- 1833–1840: Friedrich Cranz
- 1842–1843: Georg Hermann Pfaff[7][8]
- 1844–1845: Karl Hartert[7]
- 1846–1852: Ludwig Hünersdorf[7]
- 1853–1856: Wilhelm Uloth
- 1856–1883: Carl Wilhelm Rohde[7]
- 1883–1886: Friedrich Rabe
- 1886:–9999 Georg von Schwertzell[7]
- 1886:–9999(N). Lewald[7]
- 1886–1910: Rudolph Schenck zu Schweinsberg
- 1911–1928: Adolf von und zu Gilsa
- 1928–1932: Theodor Beaucamp

### Allgemein
- Hessisches Statistisches Landesamt: Historisches Gemeindeverzeichnis für Hessen. Heft 2. Gebietsänderungen der hessischen Gemeinden und Kreise 1834 bis 1967. Wiesbaden 1968
- Neumann Ortslexikon des Deutschen Reichs